# 더 링크 (호텔)

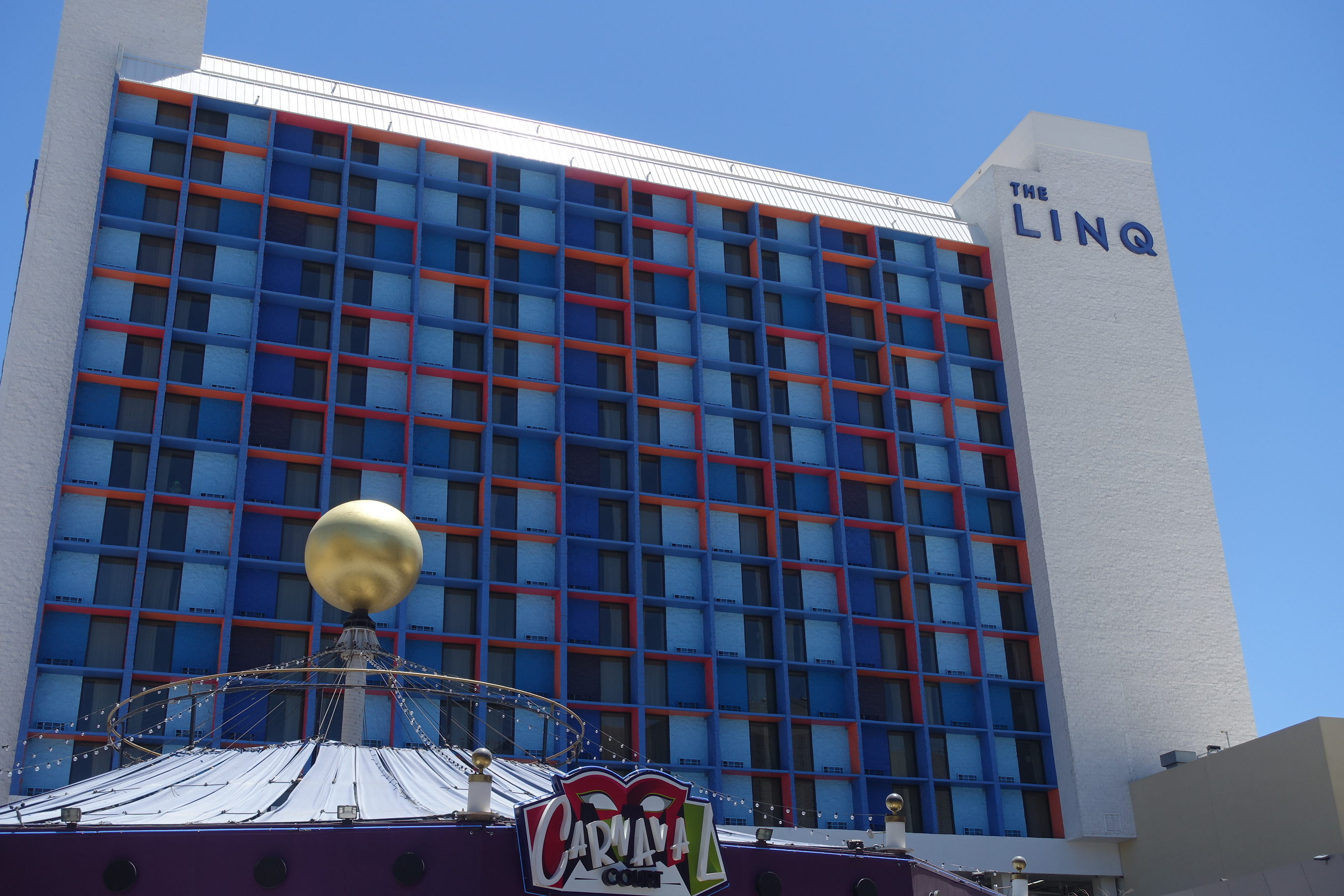
더 링크(호텔)

더 링크(The Linq)는 미국 네바다주 패러다이스에 있는 호텔, 카지노이다. 방의 개수는 2640개이다.